# Heiter bis tödlich - Hauptstadtrevier
Heiter bis tödlich - Hauptstadtrevier  o semplicemente Hauptstadtrevier  è una serie televisiva tedesca di genere poliziesco prodotta da Askania Media Filmproduktion e trasmessa dal 2017 dall'emittente ARD 1 (Das Erste).  Protagonisti della serie sono Friederike Kempter e Matthias Klimsa; altri interpreti principali sono Kirsten Block, Floriane Daniel, Julia Richter, Kirsten Block, Torsten Michaelis, Oliver Bender e Julia Becker.
La serie si compone di due stagioni, per un totale di 32 episodi (16 per stagione), della durata di 45 minuti ciascuno. Il primo episodio, intitolato Betrug macht Klug fu trasmesso in prima visione 20 novembre 2012; l'ultimo, intitolato Die Räuber, fu trasmesso in prima visione l'11 novembre 2014.

## Trama
Protagonisti delle vicende sono i poliziotti della sezione truffe del distretto 7, situato lungo lo Spittelmarkt a Berlino.  A capo della squadra vi è il commissario Johannes Sonntag,  ora affiancato da Julia Klug, una donna di differenti vedute, da poco promossa al grado di commissario e da poco di ritorno nella sua città natale.

## Episodi
| Stagione         | Puntate | Prima TV Germania | Prima TV Italia |
| ---------------- | ------- | ----------------- | --------------- |
| Prima stagione   | 16      | 2012              | inedita         |
| Seconda stagione | 16      | 2014              | inedita         |

## Personaggi e interpreti
- Julia Klug, interpretatata da Friederike Kempter. Nuovo commissario della sezione truffe del distretto 7 di Berlino, è una madre single.[5][10]
- Johannes Sonntag, interpretato da Matthias Klimsa.
- Ellie Klug, interpretata da Pauline Böttcher. È la figlioletta di Julia.[10]